# Родос (футбольний клуб)
Родос (грец. Ρόδος) — футбольний клуб міста Родос в області Додеканес, Греція. Клубні кольори — зелений та білий.
В сезоні 2009-10 команда грала у другома національному дивізіоні Бета Етнікі, проте посіла 16 схродинку, тому була понижена до Футбольної ліги 2 (раніше Гамма Етнікі)

## Історія виступів у національних лігах
Джерела: 
- 1968 – 1978: Бета Етнікі
- 1978 – 1980: Альфа Етнікі
- 1980 – 1981: Бета Етнікі
- 1981 – 1983: Альфа Етнікі
- 1983 – 1985: Бета Етнікі
- 1985 – 1988: Гамма Етнікі
- 1988 – 1989: Дельта Етнікі
- 1989 – 1990: Гамма Етнікі
- 1990 – 1991: Дельта Етнікі
- 1991 – 1994: Гамма Етнікі
- 1994 – 1996: Дельта Етнікі
- 1996 – 1997: Гамма Етнікі
- 1997 – 1903: Дельта Етнікі
- 2003 – 1909: Гамма Етнікі
- 2009 – 1910: Бета Етнікі
- 2010 – 1911: Гамма Етнікі

## Відомі гравці
Інші країни
- Рікардо Віллар
- Нікола Джошевський